# المجيدل (فلسطين)
المجيدل هي قرية فلسطينية سابقة في الطرف الجنوبي لجبال الجليل، كانت تقع 6 كم جنوب شرق الناصرة وتبعد 31 كم جنوبي شرق حيفا.

## موقع القرية
ترتفع المجيدل  240 متر فوق سطح البحر؛ وقعت القرية على الطريق المُعبدة الناصرة - حيفا وكان يمر جنوب أراضيها خط أنابيب الموصل-حيفا، كما يمر بشمال القرية وادي المجيدل أحد روافد نهر المقطع.

## طبوغرافية وبناء المجيدل
الشكل العام للقرية يشبه مثلثاً قاعدته في الجنوب. في عام 1931 كان فيها 293 مسكناً بنيت من الحجارة والطين أو الحجارة والاسمنت، وفي عام 1945 بلغت مساحة بناء القرية 34 دونماً ومساحة أراضيها 8.836 دونماً..

## سكان المجيدل
في العام 1945 كان في المجيدل  1900 نسمة بما فيهم عرب الخريفات؛ وبذلك كانت القرية ثالث أكبر قضاء الناصرة من حيث عدد السكان.

## مرافق ومنشآت واقتصاد المجيدل
ضمت القرية مدرستين ابتدائيتين إحداهما للذكور والثانية للإناث، ومعصريتين آليتين للزيتون. وكان في القرية مجلس محلي يدير شؤونها. إعتمد اقتصاد القرية على مزروعات الحبوب والزيتون. وكان فيها 1600 دونم مزروعة زيتوناً قبل النكبة. استخدم السكان مياه ينابيع القرية تقع في اغلبها في جنوبها الغربي، ومن هذه الينابيع: عين النبعة، وعين النقب، وعين مرجنة، وعين السرهينة.

## احتلال القرية
احتل لواء غولاني التابع لعصابة الهاغانا قرية المجيدل في أثناء المرحلة الثانية من عملية ديكل خلال حرب 1948 يوم 15 يوليو 1948. تضمن الهجوم تنفيذ قصف جوي من قبل الطائرات الإسرائيلية. نزح معظم سكان المجيدل إلى مدينة الناصرة القريبة حيث يعيشون كمهجرون داخلياً ومخيمات الشتات.
معظم أنحاء الموقع مغطى بغابة صنوبر يستعملها الإسرائيليون منتزها. وكل ما بقي من أبنية في الموقع هو الدير وأجزاء من الكنيسة المهدمة، ولا يزال الرهبان يعيشون في الدير. كما لا تزال بقايا من منازل مدمرة وحيطان مقبرة ماثلة للعيان. وينبت الصبار وشجر التين والزيتون والرمان في الأراضي المحيطة بالموقع، والتي تحتوي على عدة آبار.
أنشأ مهاجرون يهود إيرانيون مستعمرة مجدال هعيمق في سنة 1952 على أراضي القرية، على بعد أقل من كيلومتر إلى الجنوب الغربي من موقعها. أما مستعمرة يفعات الأقدم عهداً، والتي أنشئت في سنة 1926 على ما كان تقليدياً من أراضي القرية، فتقع على بعد كيلومترين إلى الغرب من الموقع.

## روابط خارجية
- المجيدل ترحب بكم
- مسح فلسطين الغربية، خريطة 5: IAA، ويكيميديا كومنز